# Exit (1985)
Exit ist ein italienischer Kurzfilm von Pino Quartullo und Stefano Reali aus dem Jahr 1985. 1987 wurde er für einen Oscar in der Kategorie Bester Kurzfilm nominiert.

## Handlung
Am 12. Juli 3503 erkundet eine Gruppe von acht sehr rationellen Wissenschaftlern die Hochebene Quarehd orientale. Einer der Wissenschaftler war hier schon zuvor und will den anderen seine Entdeckung zeigen. Als er zu aufgeregt wird, wird er vom Expeditionsleiter darauf hingewiesen, seine Emotionen auf das zugelassene Niveau zu reduzieren.
Sie entdecken ein Bauwerk des 20. Jahrhunderts und versuchen seinen Zweck zu ergründen. Durch eine Reihe von Zufällen können sie den Ort seiner ursprünglichen Funktion zuführen: Es ist ein Kino. Im Projektor liegt Lichter der Großstadt mit Charlie Chaplin. Als bei einer Boxszene die halbe Gruppe zu lachen beginnt, versucht der Expeditionsleiter den Projektor zu zerstören, da er diese emotionale Reaktion für schädlich hält. Es kommt zu einer körperlichen Auseinandersetzung mit einer Wissenschaftlerin, die dies verhindern will. Unterdessen wird auf der Leinwand Charlie Chaplin in einer romantischen Szene gezeigt. Nun ist die ganze Gruppe vom Schauspiel gefangen und Tränen fließen. Es wird zum Teil Popcorn und Brause konsumiert und sogar gekuschelt.

## Hintergrund
Der Film ist Teil der sechsteiligen dem Kino gewidmeten Kurzfilm-Reihe Passione mia von Monica Vitti unter der Regie von Roberto Russo, die für Rai Uno entstand. In dieser Reihe bekamen Absolventen des Centro sperimentale di cinematografia und der Accademia nazionale d’arte drammatica die Möglichkeit sich zu profilieren, darunter auch Pino Quartullo und Stefano Reali.